# Bárbara Timo
Bárbara Timo, née le 10 mars 2001 au Brésil, est une judokate brésilienne et portugaise. 

## Palmarès

### Compétitions internationales
| Année | Compétition           | Lieu     | Résultat | Catégorie      |
| ----- | --------------------- | -------- | -------- | -------------- |
| 2019  | Jeux européens        | Minsk    | 2e       | Équipe mixte   |
| 2019  | Championnats du monde | Tokyo    | 2e       | Moins de 70 kg |
| 2021  | Championnats d'Europe | Lisbonne | 3e       | Moins de 70 kg |

### Tournois Grand Chelem et Grand Prix
| Année | Compétition                | Lieu          | Résultat | Catégorie      |
| ----- | -------------------------- | ------------- | -------- | -------------- |
| 2013  | Grand Prix d'Almaty        | Almaty        | 3e       | moins de 70 kg |
| 2013  | Grand Prix Tashkent        | Tashkent      | 1re      | moins de 70 kg |
| 2016  | Grand slam d'Abu Dhabi     | Abu Dhabi     | 3e       | moins de 70 kg |
| 2017  | Grand Prix Zagreb          | Zagreb        | 1re      | moins de 70 kg |
| 2018  | Grand Slam d'Ekaterinbourg | Ekaterinbourg | 3e       | moins de 70 kg |
| 2019  | Grand Slam de Paris        | Paris         | 3e       | moins de 70 kg |
| 2019  | Grand Prix Tbilissi        | Tbilissi      | 1re      | moins de 70 kg |